# دریاچه آریس
دریاچه آریس (به قزاقی: Arys) یک دریاچه در قزاقستان است که در بدبخت‌دالا واقع شده‌است.